# 汉阳华溪蟹
汉阳华溪蟹（学名：Sinopotamon hanyangense）为溪蟹科华溪蟹属的动物。在中国大陆，分布于湖北等地，多生活于低海拔湖泊、平原区溪流中。